# By the Way (singel)
By The Way jest pierwszym singlem z albumu By the Way zespołu Red Hot Chili Peppers, wydanego w 2002 roku.

## Wydania i spis utworów
| #            | Tytuł                     | Długość |
| ------------ | ------------------------- | ------- |
| By the Way 1 |                           |         |
| 1.           | "By the Way"              | 3:35    |
| 2.           | "Time"                    | 3:47    |
| 3.           | "Teenager In Love"        | 3:01    |
| By the Way 2 |                           |         |
| 1.           | "By the Way"              | 3:35    |
| 2.           | "Time"                    | 3:47    |
| 3.           | "Teenager In Love"        | 3:01    |
| 4.           | "Search & Destroy (Live)" | 12:13   |